# Liste der Giftpilze
Die nachfolgende Liste der Giftpilze ist noch unvollständig. Zu beachten ist, dass es für viele Pilze keine allgemein anerkannte Einstufung des Giftigkeitsgrads gibt; bei einigen Pilzen, etwa der Nebelkappe besteht nicht einmal Einigkeit, ob sie als essbar oder als giftig anzusehen sind. Roh giftige Arten wie Perlpilz, Hallimasch und andere werden in der folgenden Liste nicht aufgeführt, da auf den Rohgenuss von Pilzen im Allgemeinen und von Wildpilzen (Infektionsgefahr mit dem Fuchsbandwurm) im Besonderen verzichtet werden sollte. Viele Pilze enthalten im rohen Zustand Hämolysine oder andere Stoffe, die beim Erhitzen zerstört werden.
Außerdem sind in der Liste nur Pilzarten aufgenommen, die in Deutschland bereits nachgewiesen wurden. Manche große Gattungen enthalten viele giftige Arten, welche nicht alle einzeln aufgelistet sind (zum Beispiel die Risspilze).

## Liste
| Bild | Trivialname(n)                         | Wissenschaftlicher Name    | Giftigkeitsgrad | Pilzgifte | Verwechslungsgefahr |
| ---- | -------------------------------------- | -------------------------- | --- | --- | --- |
|      | Bauchwehkoralle                        | Ramaria mairei             | giftig | Magen-Darm-Gifte | Andere essbare oder giftige Korallenpilze |
|      | Bocks-Dickfuß                          | Cortinarius camphoratus    | giftig | Magen-Darm-Gifte | Lila Dickfuß (Cortinarius traganus); essbar: Dunkelvioletter Schleierling (Cortinarius violaceus), Violetter Rötelritterling (Lepista nuda)                              |
|      | Brandiger Ritterling                   | Tricholoma ustale          | giftig | Ustalinsäure | andere Ritterlinge |
|      | Brennender Ritterling                  | Tricholoma virgatum        | giftig | Indolalkaloide | Essbar: Erd-Ritterling und Verwandte |
|      | Dottergelbe Scheiben-Lorchel           | Discina leucoxantha        | giftig | Gyromitrin | Essbar: Scheiben-Lorchel (Discina ancilis), Schildförmige Scheiben-Lorchel (Discina parma)                                                                               |
|      | Dreifarbige Koralle                    | Ramaria formosa            | giftig | Unbekanntes Magen-Darm-Gift | Andere Korallenpilze |
|      | Duftender Rettich-Helmling             | Mycena diosma              | giftig | Muscarin (unsicher) | Essbar: Lacktrichterlinge |
|      | Düngerlinge (einige)                   | Panaeolus spp.             | giftig | Halluzinogene: Psilocybin, Psilocin | Essbar: Gemeines Stockschwämmchen, Giftig: Häublinge |
|      | Dunkler Ölbaumtrichterling             | Omphalotus olearius        | stark giftig | Magen-Darm-Gifte: Sesquiterpene | ebenfalls giftig: Orangefarbener Ölbaumtrichterling (Omphalotus illudens); Falscher Pfifferling (Hygrophoropsis aurantiaca); essbar: Pfifferling (Cantharellus cibarius) |
|      | Erdblättriger Risspilz                 | Inocybe geophylla          | stark giftig | Muscarin | Andere Risspilze |
|      | Falscher Wiesen-Champignon             | Agaricus pseudopratensis   | giftig | Magen-Darm-Gifte | andere Champignons; essbar: Wiesen-Champignon (Agaricus campestris) |
|      | Faltentintling                         | Coprinopsis atramentaria   | stark giftig bei gleichzeitigem Alkoholkonsum | Coprin, nur zusammen mit Alkohol giftig | Essbar: Schopftintling – Coprinus comatus |
|      | Fastberingter Ritterling               | Tricholoma batschii        | giftig | Magen-Darm-Gifte | Andere Ritterlinge |
|      | Feld-Trichterling                      | Clitocybe quisquiliarum    | stark giftig | Muscarin | Andere Trichterlinge |
|      | Fleischbräunlicher Schirmling          | Lepiota brunneoincarnata   | tödlich giftig | Amanitin | Andere Schirmlinge |
|      | Fleischfalber Trichterling             | Clitocybe diatreta         | giftig | Muscarin | Andere Trichterlinge |
|      | Fleischrosa Schirmling                 | Lepiota subincarnata       | tödlich giftig | Amanitin | Andere Schirmlinge |
|      | Fleischrötlicher Schirmling            | Lepiota helveola           | tödlich giftig | Amanitin | Andere Schirmlinge |
|      | Fliegenpilz                            | Amanita muscaria           | giftig | Ibotensäure, Muscimol | Kaiserling – Amanita caesarea – sehr guter Speisepilz, aber extrem selten in Deutschland                                                                                 |
|      | Frühjahrs-Lorchel                      | Gyromitra esculenta        | tödlich giftig (Giftigkeit variiert) | Gyromitrin | Essbar: Morcheln |
|      | Frühlings-Knollenblätterpilz           | Amanita verna              | tödlich giftig | Amatoxine, Phallotoxine | Essbare Arten: Champignons, helle Täublinge |
|      | Gemeiner Kartoffelbovist               | Scleroderma citrinum       | stark giftig (neurologisches Syndrom mit z. B. Hypothermie, Blutdruckabfall, Schweißausbrüchen, Sehstörungen, zeitweisem Ausfall des Farbsehens oder Erblinden) | Magen-Darm-Gifte und Neurotoxine | Andere giftige Kartoffelboviste wie z. B. Scleroderma cepa |
|      | Gemeiner Rettich-Helmling              | Mycena pura                | giftig | Muscarin (unsicher) | Essbar: Lacktrichterlinge |
|      | Gemeiner Schwefel-Ritterling           | Tricholoma sulphureum      | giftig | Magen-Darm-Gifte | |
|      | Getropfter Ritterling                  | Tricholoma pessundatum     | giftig | Magen-Darm-Gifte | Andere Ritterlinge |
|      | Gewächshaus-Schirmling                 | Lepiota citrophylla        | tödlich giftig | Amanitin | Giftverdächtig: Gelber Faltenschirmling – Leucocoprinus brinbaumii, kommt auch in Gewächshäusern und Blumentöpfen vor                                                    |
|      | Gift-Häubling                          | Galerina marginata         | tödlich giftig | Amanitin | Essbar: Gemeines Stockschwämmchen, stark giftig: andere Häublinge |
|      | Gift-Riesenschirmling                  | Chlorophyllum venenatum    | giftig | Unbekannte Wirkstoffe | Essbar: Andere Safranschirmlinge, Riesenschirmlinge |
|      | Grüner Knollenblätterpilz              | Amanita phalloides         | tödlich giftig | Amatoxine, Phallotoxine | Essbare Arten: Champignons, grüne Täublinge |
|      | Grünblättriger Schwefelkopf            | Hypholoma fasciculare      | giftig | Triterpene: Fasciculole | Essbar: Graublättriger Schwefelkopf |
|      | Grünling                               | Tricholoma equestre        | potentiell tödlich giftig (Rhabdomyolyse; bislang nur bei Mehrfachverzehr)                                                                                      | vermutlich toxische Pigmente | Grüner Knollenblätterpilz, tödlich giftig, ähnlich gefärbte Ritterlinge.                                                                                                 |
|      | Halsband-Ritterling                    | Tricholoma focale          | giftig | Magen-Darm-Gifte | Andere Ritterlinge |
|      | Häublinge (einige)                     | Galerina spp.              | stark giftig | Amanitin | Essbar: Gemeines Stockschwämmchen |
|      | Helmkreisling                          | Cudonia circinans          | stark giftig | Gyromitrin | |
|      | Igel-Wulstling                         | Amanita echinocephala      | stark giftig | Smithiana-Toxin | Essbar: Fransiger Wulstling |
|      | Kahler Krempling                       | Paxillus involutus         | potentiell tödlich giftig (Autoimmunreaktion durch früheren Verzehr von Kremplingen)                                                                            | Hämolysine, Hämagglutine, weitere unbekannte Giftstoffe; zudem nach vorangegangenen Mahlzeiten mögliche, lebensgefährliche Hämolyse durch Autoimmunreaktion (Paxillus-Syndrom) | Andere, potentiell tödliche Kremplinge (ebenfalls unter Verdacht, das Paxillus-Syndrom auszulösen)                                                                       |
|      | Kahlköpfe (einige)                     | Psilocybe spp.             | giftig | Halluzinogene: Psilocybin, Psilocin | Giftig: Häublinge, Risspilze |
|      | Karbol-Champignon                      | Agaricus xanthodermus      | giftig | Magen-Darm-Gifte | Andere Champignons |
|      | Kastanienbrauner Schirmling            | Lepiota castanea           | giftig | unbekannte Toxine | Andere giftige Schirmlinge |
|      | Kegelhütiger Knollenblätterpilz        | Amanita virosa             | tödlich giftig | Amatoxine, Phallotoxine | Essbare Arten: Champignons, helle Täublinge |
|      | Kegeliger Risspilz                     | Pseudosperma rimosum       | stark giftig | Muscarin | Andere giftige Risspilze |
|      | Königs-Fliegenpilz                     | Amanita regalis            | stark giftig | Ibotensäure, Muscimol | Pantherpilz – Amanita pantherina (stark giftig) Perlpilz – Amanita rubescens und Gedrungener Wulstling – Amanita spissa –, beide essbar                                  |
|      | Langstieliger Duft-Trichterling        | Clitocybe fragrans         | giftig | Muscarin | Andere Trichterlinge; essbar: Grüner Anis-Trichterling (Clitocybe odora)                                                                                                 |
|      | Lila Dickfuß                           | Cortinarius traganus       | giftig | Magen-Darm-Gifte | Bocks-Dickfuß (Cortinarius camphoratus); essbar: Dunkelvioletter Schleierling (Cortinarius violaceus), Violetter Rötelritterling (Lepista nuda)                          |
|      | Lilabrauner Sand-Schirmling            | Lepiota brunneolilacea     | tödlich giftig | möglicherweise Amatoxine | Andere giftige Schirmlinge |
|      | Lila Schirmling                        | Lepiota lilacea            | stark giftig | unbekannte Lebertoxine | Andere giftige Schirmlinge |
|      | Milchlinge (einige scharf schmeckende) | Lactarius spp.             | giftig | terpenoide Scharfstoffe | Essbar: mild schmeckende Milchlinge |
|      | Mutterkornpilz                         | Claviceps purpurea         | tödlich giftig (kann jedoch medizinisch verwendet werden) | Mutterkornalkaloide | |
|      | Narzissengelber Wulstling              | Amanita gemmata            | stark giftig | vermutlich Muskarin, Muscimol, Ibotensäure | Gelber Knollenblätterpilz |
|      | Nebelkappe                             | Clitocybe nebularis        | giftig (wird auch oft ohne Folgen gegessen) | Nebularin, Magen-Darm-Gifte | Stark giftig: Riesen-Rötling, Tiger-Ritterling |
|      | Ohrförmiger Weißseitling               | Pleurocybella porrigens    | tödlich giftig (nur bei nierenkranken Personen giftig) | Pleurocybellaziridin | Essbar: Seitlinge |
|      | Orangefarbener Ölbaumtrichterling      | Omphalotus illudens        | stark giftig | Magen-Darm-Gifte: Sesquiterpene | ebenfalls giftig: Dunkler Ölbaumtrichterling (Omphalotus olearius); Falscher Pfifferling (Hygrophoropsis aurantiaca); essbar: Pfifferling (Cantharellus cibarius)        |
|      | Orangefuchsiger Raukopf                | Cortinarius orellanus      | tödlich giftig | Orellanin | Andere, ähnliche Arten von Haarschleierlingen |
|      | Pantherpilz                            | Amanita pantherina         | stark giftig | Ibotensäure, Muscimol | Königsfliegenpilz – Amanita regalis (stark giftig), Perlpilz – Amanita rubescens und Gedrungener Wulstling – Amanita spissa –, beide essbar                              |
|      | Parfümierter Trichterling              | Paralepistopsis amoenolens | stark giftig (Acromelalga-Syndrom) | Acromelsäure | Andere Trichterlinge sowie Hallimasche und Rötelritterlinge, insbesondere Fuchsiger Rötelritterling                                                                      |
|      | Perlhuhn-Champignon                    | Agaricus moelleri          | giftig | Magen-Darm-Gifte | Andere Champignons |
|      | Porphyrbrauner Wulstling               | Amanita porphyria          | giftig | Magen-Darm-Gifte, Bufotenin | Essbar: Grauer Wulstling (Amanita excelsa) |
|      | Rauer Wulstling                        | Amanita franchetii         | giftig | unbekannte Toxine | Andere Wulstlinge |
|      | Riesen-Rötling                         | Entoloma sinuatum          | stark giftig | Magen-Darm-Gifte (Vinylglycin, Lektine) | Nebelkappe, essbar: Maipilz |
|      | Rinnigbereifter Trichterling           | Clitocybe rivulosa         | stark giftig | Muscarin | Andere Trichterlinge |
|      | Risspilze (einige)                     | Inocybe spp.               | stark giftig | Muscarin | Andere giftige oder giftverdächtige Risspilze |
|      | Rosa Rettich-Helmling                  | Mycena rosea               | giftig | Muscarin (unsicher) | Essbar: Lacktrichterlinge |
|      | Rötlinge (einige)                      | Entoloma spp.              | giftig | Magen-Darm-Gifte | Dachpilze, Nebelgrauer Trichterling. Essbar: Maipilz |
|      | Runzeliger Glockenschüppling           | Conocybe rugosa            | tödlich giftig | Amatoxine | |
|      | Satansröhrling                         | Rubroboletus satanas       | giftig | unbekannte Toxine | Essbar: Netzstieliger Hexenröhrling |
|      | Schärflicher Ritterling                | Tricholoma scioides        | giftig | Indolalkaloide | Essbar: Erd-Ritterling und Verwandte |
|      | Schirmlinge (einige)                   | Lepiota spp.               | stark giftig | Amatoxine | Andere Schirmlinge |
|      | Schleierlinge (einige)                 | Cortinarius spp.           | stark giftig | oftmals unbekannt | Andere Schleierlinge |
|      | Schöngelber Klumpfuß                   | Cortinarius splendens      | tödlich giftig | Unbekannte Nierengifte | Andere, ähnliche Arten von Trichterlingen, Schüpplingen oder Schwefelköpfen                                                                                              |
|      | Schwarzgezähnelter Rettich-Helmling    | Mycena pelianthina         | giftig | Muscarin (unsicher) | Essbar: Lacktrichterlinge |
|      | Seidiger Tiger-Ritterling              | Tricholoma filamentosum    | stark giftig | Magen-Darm-Gifte | Essbar: andere Ritterlinge, wie der Schwarzfaserige Ritterling oder der Erd-Ritterling                                                                                   |
|      | Seifen-Ritterling                      | Tricholoma saponaceum      | giftig | Saponaceolide | Essbar: andere Ritterlinge, wie der Schwarzfaserige Ritterling oder der Erd-Ritterling                                                                                   |
|      | Sparriger Schüppling                   | Pholiota squarrosa         | giftig | Magen-Darm-Gifte: Sesquiterpene | Andere ungenießbare Schüpplinge, Hallimasche |
|      | Spitzgebuckelter Raukopf               | Cortinarius rubellus       | tödlich giftig | Orellanin | Andere, ähnliche Arten von Haarschleierlingen |
|      | Spitzkegeliger Kahlkopf                | Psilocybe semilanceata     | giftig | Psilocybin, Baeocystin | |
|      | Spitzschuppiger Stachel-Schirmling     | Lepiota aspera             | giftig, insbesondere bei gleichzeitigem Alkoholkonsum | Magen-Darm-Gifte, Acetaldehyddehydrogenase-Hemmstoffe | Essbar: Riesenschirmlinge |
|      | Täublinge (einige scharf schmeckende)  | Russula spp.               | giftig | terpenoide Scharfstoffe | Essbar: mild schmeckende Täublinge im Rahmen der Täublingsregel |
|      | Tiger-Ritterling                       | Tricholoma pardinum        | stark giftig | Magen-Darm-Gifte | Essbar: andere Ritterlinge, wie der Schwarzfaserige Ritterling oder der Erd-Ritterling                                                                                   |
|      | Trichterlinge (einige)                 | Clitocybe spec.            | stark giftig | Muscarin, Acromelsäure | andere Trichterlinge |
|      | Vielgestaltige Lorchel                 | Paragyromitra ambigua      | giftig | unbekannt (Gyromitrin konnte nicht nachgewiesen werden) | Bischofsmütze (Paragyromitra infula) |
|      | Violetter Kronenbecherling             | Sarcosphaera coronaria     | stark giftig (besonders roh) | Bioakkumulation der Arsenverbindung Methylarsonsäure | |
|      | Wachsstieliger Trichterling            | Leucocybe candicans        | stark giftig | Muscarin | Andere Trichterlinge |
|      | Weißbrauner Ritterling                 | Tricholoma albobrunneum    | giftig | Magen-Darm-Gifte | Andere Ritterlinge |
|      | Wiesen-Trichterling                    | Clitocybe agrestis         | giftig | Muscarin | Andere Trichterlinge |
|      | Ziegelroter Risspilz                   | Inosperma erubescens       | stark giftig | Muscarin | Essbar: Maipilz, Reifpilz |
|      | Ziegelroter Schwefelkopf               | Hypholoma lateritium       | giftig | Triterpene (Clavarinsäure), Agglutinine, Hämolysine | Essbar: Rauchblättriger Schwefelkopf; giftig: Grünblättriger Schwefelkopf                                                                                                |
|      | Zimtfarbener Weichporling              | Hapalopilus nidulans       | stark giftig | Polyporsäure | wurde in allen vier bekannten Fällen mit dem essbaren Leberreischling (Fistulina hepatica) verwechselt                                                                   |